# モダンチョキチョキズ
モダンチョキチョキズ（Modern Choki Chokies）は、モダチョキと略される、1989年から1997年に活動していた日本・大阪のエンターテインメントバンド。2020年からは不定期で活動している。

## 主なメンバー
公式YouTubeチャンネル及び公式Instagram等のメンバーによる呼称を活用し、1990年代に活動していたメンバーは「平成モダチョキ」、2020年からのメンバーを「令和モダチョキ」として記述する。なお「平成モダチョキ」についてはベストアルバム「レディメイドのモダン・チョキチョキズ」に付録の「モダチョキ唄本」の氏名掲載順及び担当（カッコ内）も含め参照している。

### 平成モダチョキ（1989年 - 1997年）
- 矢倉邦晃（リーダー／店長）
- 濱田マリ（ボーカル、おしゃべり）：「マリちゃん」名義でも活動
- 保山宗明王（のちの保山宗明玉、保山ひャン／おどり、朗読、おしゃべり）
- ヌルピョン（飛び道具、旅人）
- 岸本基（別名：吉田、ガンポンギ、ハンホンヒー／ボーカル、ヴァイオリン、振り付け）
- 芳垣安洋（ドラムス、パーカッション）
- 長谷部信子（のちのハセベノヴコ／ボーカル、コーラス、おどり、キーボード）
- 繪野有司（のちのYuzi Brian 絵野／ベース、コーラス）
- 梶野秀樹（ベース、おしゃべり、執筆）
- フィリップ君（ダジャレ、エレキソロバン、おどり、おしゃべり）
- 渡辺渡（ギター、うた、おしゃべり）
- 磯田収（ギター、おしゃべり）
- 内橋和久（ギター）
- 今中規子（キーボード、ピアノ）
- Taffy（キーボード）
- 吉森信（キーボード、ピアノ）
- 中島徹（ピアノ、トロンボーン）
- 広兼剛（トロンボーン）
- 祖父江慎（ジェネラルアートディレクション）：のちに「くまちゃん」への分身説
- 真城めぐみ（ボーカル、コーラス、おどり、パーカッション）
- 中村岳（パーカッション）
- 是方博邦（ギター）
- 内門洋（ベース）
- 安田謙一（ブレーン）
- 吉村智樹（ブレーン）
- 仲谷暢之（ブレーン）
- ザ・ゴールデンホーンズ
  - 河村光司（チューバ、バリトンサックス）
  - 武井努（サクソフォーン）
  - 山崎圭巳（別名：山さん／サクソフォーン）
  - 和久治彦（サクソフォーン）
  - 井上智士（サクソフォーン、唐揚げ）
  - 川西聡（サクソフォーン）
  - 長井稔（サクソフォーン）
  - 河村勇（サクソフォーン）
  - 森敦功（トロンボーン）
  - 早田稔（別名：パヤツ、はやみん／トランペット、うた、おどり）
  - 永田有広（トランペット）
  - 岩田英司（トランペット）
  - 佐久間勲（トランペット）

### 令和モダチョキ（2020年以降）
- フロントメンバー
  - 濱田マリ（ボーカル）
  - ハセベノヴコ（ボーカル、コーラス）
  - 真城めぐみ（ボーカル、コーラス）
  - 保山宗明玉（別名：保山ひャン／朗読、パフォーマンス）
  - フィリップ君（ダジャレ、エレキソロバン）

- ザ・ゴールデンホーンズ
  - 武井努（サクソフォーン）
  - 山崎よしみ（別名：山さん／サクソフォーン、山崎自撮り）
  - 井上智士（サクソフォーン、唐揚げ）
  - Kawakubone 龍（トロンボーン）
  - 岩田英司（トランペット）
  - 永田有広（別名：モダチョキのハイスペ／トランペット）
  - 早田稔（別名：パヤツ、はやみん／トランペット）
  - 河村光司（ホーンアレンジ、コーラス、ちんどん通信社）

- リズム隊
  - Yuzi Brian 絵野（リーダー／二代目店長、ベース、ボーカル、ギロ）
  - Taffy（キーボード）
  - 磯田収（別名：サミー／ギター）
  - 中村岳（別名：ガクさん／パーカッション）
  - 中家諒（ドラムス）
  - Lyuichi "Lyu"Yamamoto（ギター）
  - 大澤信三（ベイビーベース：ゲスト）
  - 宮川真由美（ピアノ：ゲスト）
  - ヌルピョン（ボーカル、パフォーマンス：本業優先のため激レアキャラ）

- 矢倉邦晃（2021年復活祭のクレジット表記のみ）

- ガンポンギ（別名：ハンギョンギー／ボーカル、ヴァイオリン）：2024年3月退団[1]

## 概要
1989年3月に前身であるもんもんクラブの矢倉邦晃を中心に結成され、1990年頃にソニー・ミュージックの小山にスカウトされる。1992年にメジャー・デビュー。キャッチコピーは「アジア一の娯楽バンド」。メンバーは不定であり、その時々（ライブなどの構成）に応じて変動する。メインボーカルの濱田マリは「一番多いときで200人くらい」と発言していたが、活動初期はライブの前列で一体となって踊っていたファンがいつの間にかメンバーになっていた（ヌルピョンが代表格）ということもあり、正確な人数は「メンバー自身誰も知らない」という。その形態から、自ら「音楽性アメーバ集団」と称していた。テレビ東京系深夜番組「モグラネグラ」で視聴者から新メンバーを募るオーディションを行ったが、その際に応募者全員を合格にしたという逸話がある。また、就職により公務員になった者も一部いるが、公務員には副業禁止規定が存在する手前、バンドとしての活動はタダ働きであったという。
『音の百貨店』を自称。ボーイズ（音楽漫談）の要素を取り入れたコミックソング中心の楽曲であるが、ロック・ファンクから歌謡曲・ドドンパまで多岐に及ぶジャンルを難なくこなす。ライブでは関西風のコテコテの色合いが強いコントやパフォーマンス（詩の朗読・駄洒落など）なども披露していた。本人らが出演した深夜番組やカルビーのCMソングで注目を浴び、ドラマやバラエティ番組などの主題歌を数多く手がける。
1997年、小西康陽編集による『レディメイドのモダンチョキチョキズ』のリリースを以て活動休止。その前からライブ活動も行われていないが、解散は宣言していない。濱田をはじめ、メンバーはそれぞれの活動を続けている。活動停止後も、ヒット曲「ジャングル日和」がはなまるマーケット（TBS系列）に使用されるなど、楽曲は多くのTV番組で現在もBGMに使われている。
2001年3月23日、濱田マリがレギュラー出演していた朝日放送テレビ「ミナミ極楽堂」にてMCの極楽とんぼから番組イベント出演のため半ば強制的に再結成を促された。濱田マリをはじめ、矢倉邦晃、長谷部信子、保山宗明玉、ヌルピョン、フィリップ君、岸本基、磯田収、梶野秀樹が集結、バンドメンバーも中村岳（パ－カッション）、吉森信（キーボード）、吉田タダス（ドラム）その他ホーンセクションが集まった。
2011年6月5日、青山月見ル君想フにて開催されたヌルピョン率いるクラブアロエのライブで、濱田マリ、ハセベノヴコが飛び入りし「新・オバケのQ太郎」を披露。

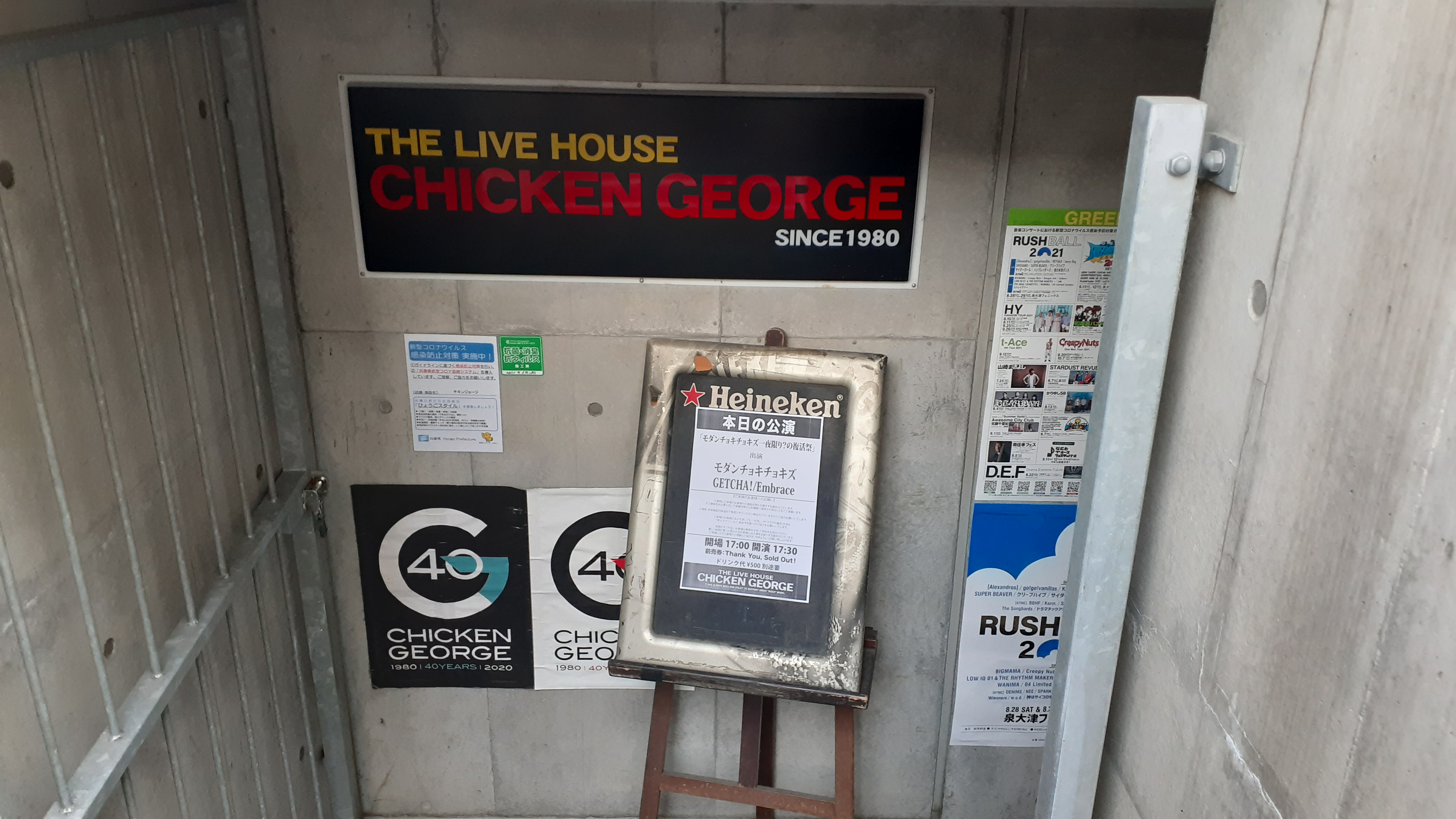
神戸チキンジョージ

2020年9月25日に、神戸チキンジョージで、「近代鋏団 featuring 濱田マリ（from モダンチョキチョキズ）」として一夜限りの復活ライブを行う予定だったが、新型コロナウイルス感染症の影響を考慮して中止となった。代わりに10月31日までの期間限定の動画が公開された。
2021年9月25日に、神戸チキンジョージで「モダンチョキチョキズ1夜限りの?!復活祭」で昨年から延期されたライブが1年越しで開催された。参加メンバーは、濱田マリ、ハセベノヴコ、保山宗明玉、岸本基、Yuzi Brian 絵野 （ベース）、ヌルピョンなど。
2022年5月29日に、大阪難波ベアーズでプライベートライブ、8月7日に梅田クラブクアトロで「モダチョキ復活祭の逆襲」が開催。参加メンバーは、濱田マリ、ハセベノヴコ、保山宗明玉、岸本基、Yuzi Brian 絵野（ベース）ほか、8月7日のライブは真城めぐみなども参加した。
2023年3月19日に大阪心斎橋JANUSで対バンに餃子大王を迎え「よせばいいのに〜モダチョキvs餃子大王〜」が開催された。モダンチョキチョキズのゲストには前回も参加した真城めぐみのほか、宍戸留美も出演。2022年のライブで短時間、オンライン参加したフィリップ君のほか、中村岳（パ－カッション）も参加。岸本基は2022年の年末に公表した通り体調不良で活動を休止しているため不参加となった。同日ライブで次回公演の告知が行われ2023年9月10日にShibuya O-WESTで開催された。
2023年9月1日、27年ぶりの新曲「きんかん」（作詞曲：ハセベノヴコ）を配信リリース。
2023年10月31日、第1回モダチョキインスタライブ開催。以降毎月インスタライブを開催。主な出演メンバーは濱田マリ、ハセベノヴコ、真城めぐみ、磯田収、フィリップ君。
2024年3月8日、岸本基（ガンポンギ）の退団を発表。
2024年8月12日、神戸チキンジョージにて「ボンゲンガンバンガラビンゲンの伝説ツアーの伝説 神戸編」が開催された。新曲「天辺の嘘」を初演奏。出演メンバーは濱田マリ、ハセベノヴコ、真城めぐみ、保山宗明玉、フィリップ君、ヌルピョン、河村光司、武井努、井上智士、山崎よしみ、早田稔、永田有広、岩田英司、川久保琉聖、Taffy、磯田収、山本Lyu隆一、Yuzi Brian絵野、中家諒、中村岳、大澤信三（ゲスト）、宮川真由美（ゲスト）。同日、次回公演「大阪編」（2024年12月15日心斎橋BIGCAT）の開催が告知された。

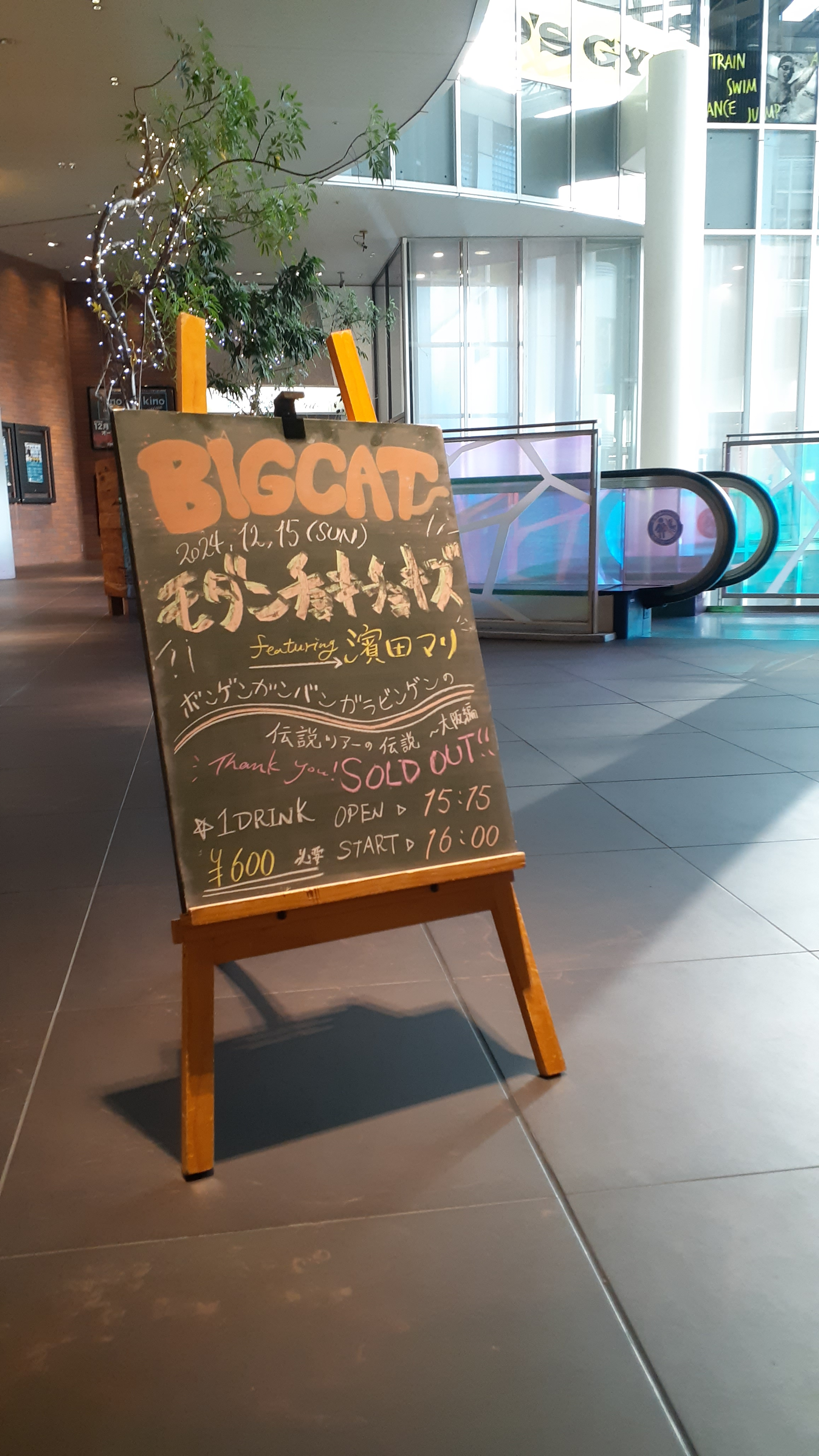
心斎橋BIGCATにて

2024年9月3日、荻窪ルースターにて開催された真城めぐみの定期イベント「居酒屋・真城」にて濱田マリ、ハセベノヴコが飛び入りし3人で「自転車に乗って、」を披露した。
2024年12月15日、大阪ビッグキャットにて「ボンゲンガンバンガラビンゲンの伝説ツアーの伝説 大阪編」が開催され、「ドロンゲーム」が本公演で初披露した。
2025年6月21日、アルバム5作品の全曲が各音楽配信サービスで一斉配信を開始した。また、同日に行われた公式Instagramのライブ配信において、X（旧Twitter）及びメンバー内で募集していたファンダム（ファンの総称）の投票結果が濱田マリの直筆により「はさ民」に決定したことを発表した。
2025年7月20日、東京キネマ俱楽部にて「モダンチョキチョキズの東京さまーふえすてばる」が開催されたが、フロントメンバーの真城めぐみが諸事情により欠席した。「蛇はスネーク（HEAVY IS SNAKE）」歌唱中、客席から3名を舞台へ招き1名は素人だったが、残り2名はモダンチョキチョキズの元マネージャーとミック宮川であることが紹介された。また、アルバム全作品のサブスク解禁は元マネージャーのおかげと濱田マリから発せられた。なお、本公演において保山宗明玉による「3％の歌」こと「終末（おわまつ）」が久々に披露されたほか、サプライズ発表としてリーダーのYuzi Brian絵野より2025年9月23日に大阪心斎橋JANUSで次回のライブ「モダンチョキチョキズの大阪おーたむふえすてばる」を開催することが明かされた。

## 音楽作品

### シングル
| 枚  | 発売日         | タイトル          | 収録曲                                                                                            | 備考 |
| --- | -------------- | ----------------- | ------------------------------------------------------------------------------------------------- | --- |
| 1st | 1992年6月21日  | 新・オバケのQ太郎 | 1. 新・オバケのQ太郎 2. 主夫の生活                                                                | - 『新・オバケのQ太郎』 堀絢子のカバー。TBS「おかずな夜」エンディングテーマ。濱田マリのセリフが入っている。カラオケでも同様。 - 『主夫の生活』 関西テレビ「ディープ・キッチュ」エンディングテーマ。 |
| 2nd | 1993年5月10日  | ジャングル日和    | 1. ジャングル日和 2. あたまはクラクラおめめはグルグル 3. ジャングル日和（オリジナル・カラオケ）   | - 『ジャングル日和』 カルビーのスナック菓子「ジャングル」CMソング。歌詞の一部「だっよ～」はビートたけしが気に入ってよく使っていた。 |
| 3rd | 1993年11月21日 | 自転車に乗って、  | 1. 自転車に乗って、 2. 蛇はスネーク（HEAVY IS SNAKE） 3. 自転車に乗って、（オリジナル・カラオケ） | - 『自転車に乗って、』 フジテレビ系「お願いデーモン!」エンディングテーマ。劇中に出てくる魔法の呪文「バナナン、バナナン、デモデモデ」が歌詞にも採用されている。 「クリスマスをエッセンスに入れたラブ・ソングを作って欲しい。CX側からの注文は、それくらいだったんですよ。楽しい楽しい、そして切ない歌を、ということで。」（ハセベノヴコ） |
| 4th | 1994年2月21日  | THE絶望行進曲     | 1. THE絶望行進曲 2. 24時間宇宙一周 3. THE絶望行進曲（オリジナル・カラオケ）                       | - 『THE絶望行進曲』 テレビ朝日系「邦子・徹のあんたが主役」、日本テレビ系 スーパージョッキー エンディングテーマ |
| 5th | 1994年5月21日  | 天体観測          | 1. 天体観測 2. 愛のモールス信号 3. 天体観測（オリジナル・カラオケ）                               | - 『天体観測』 テレビ朝日系「邦子・徹のあんたが主役」オープニングテーマ |
| 6th | 1994年10月21日 | エケセテネ        | 1. エケセテネ 2. 天国への段階 3. エケセテネ（オリジナル・カラオケ）                               | - 『エケセテネ』 テレビ朝日系「邦子・徹のあんたが主役」オープニングテーマ |
| 7th | 1994年11月21日 | 素敵なマーナ      | 1. 素敵なマーナ 2. I Wish… 3. 素敵なマーナ（オリジナル・カラオケ）                                | - 『素敵なマーナ』 日本テレビ系「クイズ世界はSHOW by ショーバイ!!」エンディングテーマ - 『I Wish…』 映画「トイレの花子さん」挿入歌 |
| 8th | 1996年2月21日  | 渚のエンジェル    | 1. 渚のエンジェル 2. バスライフ 3. 渚のエンジェル（オリジナルカラオケ）                           | |
| 9th | 1997年2月1日   | ピピカソ          | 1. ピ ピカソ 2. 春咲小紅 3. ピ ピカソ（オリジナルカラオケ）                                       | - 『ピ ピカソ』 フジテレビ系「ポンキッキーズ」挿入歌 - 『春咲小紅』 矢野顕子のカバーであり、矢口史靖監督の映画「ひみつの花園」の主題歌 |

### 配信限定シングル
| 枚  | 発売日       | タイトル | 収録曲      | 備考 |
| --- | ------------ | -------- | ----------- | --- |
| 1st | 2023年9月1日 | きんかん | 1. きんかん | - きんかん 約27年ぶりとなる新曲。作詞作曲はハセベノヴコ。2004年に原みどり、笹野みちる、篠原りかによる吉祥寺三姉妹名義で発売されたCDアルバム「mind forest」で原みどりによる歌唱で収録されていた。 |

### アルバム
- 配信

アルバム5作品の全曲が各音楽配信サービスで一斉配信。
- CD

| 枚     | 発売日        | タイトル                           | 収録曲 | 備考 |
| ------ | ------------- | ---------------------------------- | --- | --- |
| 1st    | 1992年7月22日 | ローリング・ドドイツ               | 1. ハロー！ドドイツ 2. 主夫の生活 3. あたまはクラクラおめめはグルグル 4. 恋の山手線（小林旭のカバー） 5. 新・オバケのQ太郎 6. 甘い予感（アン・ルイスのカバー） 7. しとやかな獣 8. 愚か者（近藤真彦・萩原健一のカバー） 9. B.M.W. (Black Magic Woman)（サンタナのカバー） 10. サラリーマン ノー デリカシー バット ナイス ピープル【サラリーマン太平記】 11. ティーンエイジ ドドンパ 12. さよならはつらいよ 13. 「ボンゲンガンバンガラビンゲンの伝説」予告編 | |
| 2nd    | 1993年6月21日 | ボンゲンガンバンガラビンゲンの伝説 | 1. コンガと私 2. 24時間宇宙一周 3. 海の住人 4. ふられ節 5. 初恋の丘（由紀さおりのカバー） 6. 続しとやかな獣 (博士のテーマ) 7. ジャングル 8. 蛇はスネーク (HEAVY IS SNAKE) 9. 主婦になったバーゲン娘 (ガンポンギーのテーマ) 10. アルサロ ピンサロ (パヤツのテーマ) 11. 野菜あたま ROCK 12. 有馬ポルカ (BESARABIA)（Sam Liberman y su Orquestaのカバー） 13. あの世へ帰りたい 14. 凍りの梨～ボンゲンガンバンガラビンゲンの伝説～ 15. 喝采（ちあきなおみのカバー） 16. 博多の女 17. 「くまちゃん」予告編 | |
| 3rd    | 1994年6月22日 | 別冊モダチョキ臨時増刊号           | 1. 天体観測 2. ジャングル日和 3. 素敵な空気 4. 感情移入反応鑑識報告 5. らいか いのしし 6. 自転車に乗って、 7. コント・コンデンサー 8. サンタがまちにまっている 9. THE 絶望行進曲 10. 流行性感冒 INFLUENZA 11. 主夫の生活'94 12. CHEAP JOKE IN JAPAN 13. 新・オバケのQ太郎 MEGA MIX 14. 最果ての唄 15. オリエンタル マジック ステレオ ドラマ | 「これまでタイアップが付いてめでたく世にバーンと出た曲の中に、まだ形になっていないものがあるから、それを一度まとめてみないかということだったんですよ。だったら、バンド内オムニバス形式にして、新曲も織りまぜつつ、今までリリースされている曲たちは、アレンジやミックスを変えたりしようということになったんですね」（濱田マリ） |
| 4th    | 1994年11月2日 | くまちゃん                         | 1. T.D.L. 2. エケセテネ 3. トムのいる木蔭 4. ドロンゲーム 5. I wish... 6. バブル～DJ&BGM(part 1) 7. 林檎殺人事件（郷ひろみ・樹木希林のカバー） 8. デートコース 9. 新 しとやかな獣 10. 上辺よし子さん～DJ&BGM(part 2) 11. くまちゃん 12. 悲しみのマーナ 13. 「MADE IN TAIWAN」予告編 | - オリジナルアルバムにおいて最後のトラックで次のアルバムタイトルを予告をするのが恒例となっていたが、「くまちゃん」で予告された「MADE IN TAIWAN」は未発表のまま活動休止となった。 |
| ベスト | 1997年2月21日 | レディメイドのモダンチョキチョキズ | DISK 1 1. B.M.W. (Black Magic Woman) 2. ハロー！ドドイツ 3. エケセテネ KONISHI'S EDIT 4. 自転車に乗って、 (remixed by KONISHI yasuharu） 5. トムのいる木蔭 6. らいか いのしし 7. チープジョーク イン ジャパン 8. ピ ピカソ (MODER-CHOKIES MIX) 9. 新・オバケのQ太郎 (MEGA MIX) 10. 主婦になったバーゲン娘 (ガンポンギーのテーマ) 11. 愚か者 12. 土曜の夜何かが起きる（黛ジュンのカバー） 13. 博多の女 14. アルサロ ピンサロ (パヤツのテーマ) 15. 天国への段階 16. くまちゃん 17. あの世へ帰りたい DISK 2(8cmCD/ボーナストラック野郎) 1. 恋の山手線 イン カラオケ～詩の朗読 2. 渚のエンジェル adult mix 3. エケセテネ (ほんの一部) 4. 信じた私がバカラック 5. OH！ チェルシー | - 『土曜の夜何かが起きる』はジャケットでは『土曜日の夜何かが起きる』と表記されている。 |

### 映像作品
- ヒデオ
1995年4月21日にVHS、2004年12月22日にDVDがリリースされた。

## ラジオ番組
- 「スーパーFMマガジン」（SING LIKE TALKINGがアルバムレコーディングのため渡英していた間のピンチヒッターとして登場：TOKYO FM）
- 「モダンチョキチョキズのスマイルハリケーン」（1994年4月 - 1996年3月：bayfm）